# Pieter Johannes de Kanter
Pieter Johannes de Kanter (Gouda, 17 maart 1868 - 's-Gravenhage, 16 mei 1953) was een Nederlands verzekeraar, bestuurder en liberaal politicus.
Pieter Johannes de Kanter was een zoon van de arts Nicolaas Hoffer de Kanter en jonkvrouw Louise Francisca van Haeften. Zijn vader overleed toen Pieter Johannes nog jong was. Na het gymnasium te Dordrecht volgde hij een opleiding tot notaris, en in 1889 was hij korte tijd kandidaat-notaris in Amsterdam. Vervolgens werd hij echter werkzaam bij een brandverzekeringsmaatschappij, waar hij in 1891 directeur werd - een functie die hij tot 1920 zou bekleden.In 1893 trouwde hij in Dordrecht met Henriëtte Jacoba Johanna barones Collot d'Escury, met wie hij twee zoons en een dochter zou krijgen.
In 1890 werd De Kanter secretaris van de Maatschappij tot Nut van 't Algemeen in Dordrecht, en vanaf dat jaar zou hij diverse bestuursfuncties in Dordrecht en omgeving op zich nemen, vooral in het bank- en verzekeringswezen. Van 1897 tot 1922 was hij gemeenteraadslid van Dordrecht, en hij was tussen 1907 en 1922 (met een onderbreking van 1910 tot 1912) wethouder op de posten onderwijs en financiën.
In 1909 werd De Kanter namens Dordrecht als liberaal in de Tweede Kamer der Staten-Generaal gekozen, waar hij zich met allerlei onderwerpen bezighield - uiteenlopend van onderwijs tot justitie. In 1913 stelde hij zich geen kandidaat, maar in 1916 en 1916 werd hij wederom gekozen in de Kamer. In 1918 was hij, met de invoering van evenredige vertegenwoordiging, op de vierde plaats van de liberale lijst in de noordelijke provincies geplaatst, en werd hij niet gekozen - dankzij stemmen die direct op hem waren uitgebracht, kon hij in 1920 wel alsnog als opvolger plaatsnemen. In 1922 was De Kanter een van de Kamerleden die het initiatief had genomen tot de instelling van een Kamercommissie om de Staatsuitgaven te controleren.
Van 1921 tot 1925 was De Kanter lid van de Staatscommissie-Van Lynden van Sandenburg inzake de elektriciteitsvoorziening, en van ongeveer 1925 tot 1932 was hij lid van de Legercommissie, waarna hij een tijd voorzitter van deze commissie was. Ook was hij nog lid van de Provinciale Staten van Zuid-Holland van 1924 tot 1935. Rond 1926 was hij nog enige tijd voorzitter van het Algemeen Nederlandsch Verbond.
In 1921 werd De Kanter benoemd tot Ridder in de Orde van de Nederlandse Leeuw en in 1939 tot Commandeur in de Orde van Oranje-Nassau. In 1950 ontving hij een Zilveren Anjer.
In 1957 verscheen postuum bij uitgeverij De Beuk in Amsterdam The Valley of Irdîn, een door De Kanter naar het Engels vertaalde keur uit het werk van J.H. Leopold.
- Biografisch Portaal: 96000501
- Digitale Bibliotheek voor de Nederlandse Letteren: kant005
- International Standard Name Identifier: 0000 0000 4549 3874
- Library of Congress Control Number: no96015772
- Nederlandse Thesaurus van Auteursnamen: 071291342
- Parlement.com: vg09ll24edpu
- Virtual International Authority File: 14360941
- WorldCat: E39PBJw4wyMQ8mrgykrvcfXyBP